# ترجمة نصية

هذا الرمز يدل على الترجمة النصية أي closed captioning باللغة الإنجليزية، وصنعت الرمز قناة WGBH في بوسطن

الترجمة النصية (بالإنجليزية: closed captioning)‏ أو (بالإنجليزية: CC)‏ وترجمة الحوار هما كل منهما نظام لإظهار النص على تلفاز أو شاشة فيديو أو جهاز مرئي آخر لتوفير معلومات تفسيرية أو إضافية. كل منهما يستعمل في نقصوة الجزء الصوتي للبرنامج بشكل آني إما حرفيا أو بشكل معدل، وأحيانا مع وصف لعناصر غير حوارية. وفق تعريف HTML5 لمفهوم ترجمة الحوار فهو «نقصوة أو ترجمة الحوار عندما يكون الصوت متاحا وغير مفهوم» (للحوار في لغة أجنبية، مثلا) أما مفهوم الترجمة النصية فتعريفه: «نقصوة أو ترجمة الحوار والتأثيرات الصوتية والإشارات الموسيقية ومعلومات صوتية أخرى عندما يكون الصوت غير متاح أو غير مسموع بوضوح» (عندما يكون الصوت مكتوما أو الشاهد أصما أو ثقيل السمع، مثلا).